# Venejärvi (Jukkasjärvi socken, Lappland)
Venejärvi är en sjö i Kiruna kommun i Lappland och ingår i Kalixälvens huvudavrinningsområde. Sjön har en area på 0,426 kvadratkilometer och ligger 304 meter över havet. Sjön avvattnas av vattendraget Merasjoki.

## Delavrinningsområde
Venejärvi ingår i det delavrinningsområde (750625-176168) som SMHI kallar för Inloppet i Merasjärvi. Medelhöjden är 310 meter över havet och ytan är 3,78 kvadratkilometer. Räknas de 3 avrinningsområdena uppströms in blir den ackumulerade arean 35,18 kvadratkilometer. Merasjoki som avvattnar avrinningsområdet har biflödesordning 3, vilket innebär att vattnet flödar genom totalt 3 vattendrag innan det når havet efter 260 kilometer. Avrinningsområdet består mestadels av skog (31 procent) och sankmarker (58 procent). Avrinningsområdet har 0,43 kvadratkilometer vattenytor vilket ger det en sjöprocent på 11,3 procent.